# FC Brașov
Az FC Brașov egy 1936–2017 között fennálló román labdarúgócsapat volt.

## Vezetőség

### Igazgatási vezetőség
- Ioan Neculae - Igazgatósági Tanácselnök
- Dinu Gheorghe - Kivitelezési Igazgató
- Gabriel Mirceoiu - Szervezőségi igazgató
- Adrian Szabó - Ifjúsági igazgató
- Paul Miron - Kereskedelmi igazgató
- Claudiu Kovács - Marketing igazgató

### Technikai vezetőség
- Viorel Moldovan - Vezetőedző
- Daniel Isăilă - Másodedző
- Cristian Petre - Másodedző
- Andrei Șanta - Kapusedző
- Paolo Potocnik - Gyúró
- Laurian Taus - Orvos
- Gheorghe Popa - Orvos
- Sorin Mainea - Masszőr
- Leonard Silișteanu - Masszőr
- Andrei Gheorghe - Masszőr
- Claudiu Nastase - Raktárnok

## Történet
Brassóban az első labdarúgócsapatok 1912-ben kezdtek megalakulni. A világháborút követően, 1936-ban, a csapat neve U.A.B. (Uzinele de Armament Brașov = Brassói fegyvergyár) és a C-divízió XII. szériájában játszott. A következő évtizedekben a csapat gyorsan lépett egyre feljebb a különböző osztályokon, 1950-ben már a B osztályban játszott, az 50-es években feljutott az első osztályba, ahol 1960-ban ezüstérmes lett, ezzel kijutott a nemzetközi porondra, ahol a Balkán-kupa 1960-61-es sorozatát megnyerte. A Brassó volt az első román csapat, amelyik valamilyen nemzetközi kupasorozaton diadalmaskodni tudott.
1967-től a csapat visszaesett a másodosztályba, ahonnan többször feljutott az élvonalba, majd megint kiesett. A 2007-08-as szezonban a Liga II-ben játszott, ahol győzedelmeskedett, így a következő szezont ismét a Liga I-ben kezdhette el.
Nemzetközi kupákban 6 alkalommal szerepelt, kétszer a Balkán-kupán (1960–61, 1961–62), kétszer a Vásárvárosok Kupájában (1963–64, 1965–66) és kétszer az UEFA-kupában (1974–75, 2001–02).
A Vásárvárosok Kupájában 1963-ban, először legyőzte a jugoszláv NK Zagreb csapatát, majd kikapott a spanyol RCD Espanyol együttesétől, a másik alkalommal 1965-ben már az első fordulóban kiesett, miután 5-2-es összesített vereséget szenvedett a bolgár PFC Lokomotiv Plovdiv ellen.
Az UEFA-kupában 1974-ben először kiverte a török Beşiktaş JK-t, majd kikapott a német Hamburger SV-től. 2001-ben az első körben kiverte az örmény FC Mika Ashtarat csapatát, majd az olasz Internazionale Milanoval szemben maradt alul, két 3-0-s mérkőzésen.
A brassói labdarúgócsapat nevének változása:
- U.A.B. (Uzinele de Armament Brașov) (1937–1948)
- Steagul Roșu Brașov (1948-1950, 1955-1957, 1958-1979)
- Metalul Brașov (1951–1954)
- Energia Brașov (1957–1958)
- FCM Brașov (1979–1990)
- FC Brașov (1990–)

Szurkolói csoportjának a neve: Flank Ultra 98.

## Eredmények

### Liga I
- Ezüstérmes (1): 1959-60
- Bronzérmes (2): 1973-74, 2000-01

### Balkán-kupa
- Aranyérmes (1): 1960-61 (az első nemzetközi kupasorozat, ahol román csapat diadalmaskodott)

## Jelenlegi játékosok
A csapat tagjai 2008 júliusában:
| #  |            | Poszt | Név              |
| -- | ---------- | ----- | ---------------- |
| 2  | Portugália | V     | Rui Duarte       |
| 3  | Brazília   | V     | Ezequias         |
| 4  | Románia    | V     | Octavian Abrudan |
| 6  | Portugália | KP    | Paolo Adriano    |
| 7  | Románia    | KP    | Catalin Munteanu |
| 8  | Brazília   | KP    | Fabinho          |
| 9  | Románia    | CS    | Hadnagy Attila   |
| 10 | Románia    | KP    | Ilyés Róbert     |
| 11 | Románia    | CS    | Dorel Zaharia    |
| 12 | Románia    | V     | Cristian Ionescu |
| 13 | Románia    | K     | Eugen Nae        |
| 14 | Románia    | KP    | Mihai Roman      |
| 15 | Románia    | V     | Cristian Oroș    |

| #  |         | Poszt | Név                |
| -- | ------- | ----- | ------------------ |
| 16 | Románia | K     | Bogdan Stelea      |
| 17 | Románia | CS    | Cătălin Dedu       |
| 18 | Románia | KP    | Marian Cristescu   |
| 19 | Románia | V     | Bogdan Nicolae     |
| 20 | Románia | V     | Ionuț Voicu        |
| 21 | Románia | CS    | Sabrin Sburlea     |
| 23 | Románia | V     | Nicolae Constantin |
| 24 | Románia | K     | Gabriel Kajcsa     |
| -  | Románia | CS    | Mugurel Buga       |
| 25 | Románia | KP    | Adrian Senin       |
| 27 | Románia | KP    | Marius Măldărășanu |
| 29 | Románia | CS    | Alexandru Bălțoi   |

## Híres játékosok
| Románia - Stere Adamache - Dumitru Stângaciu - Vasile Iordache - Florin Prunea - Răzvan Lucescu - Nicolae Pescaru - Costică Ștefănescu - Mihai Ivăncescu | - Iulian Chiriță - Selymes Tibor - Tiberiu Ghioane - Gabriel Tamaș - Marius Lăcătuș Ghána - Ibrahim Dossey Örményország - Arman Karamyan |

## Külső hivatkozások
- Hivatalos honlap
- Történelmet FC Brasov